# Bolesław Hornowski

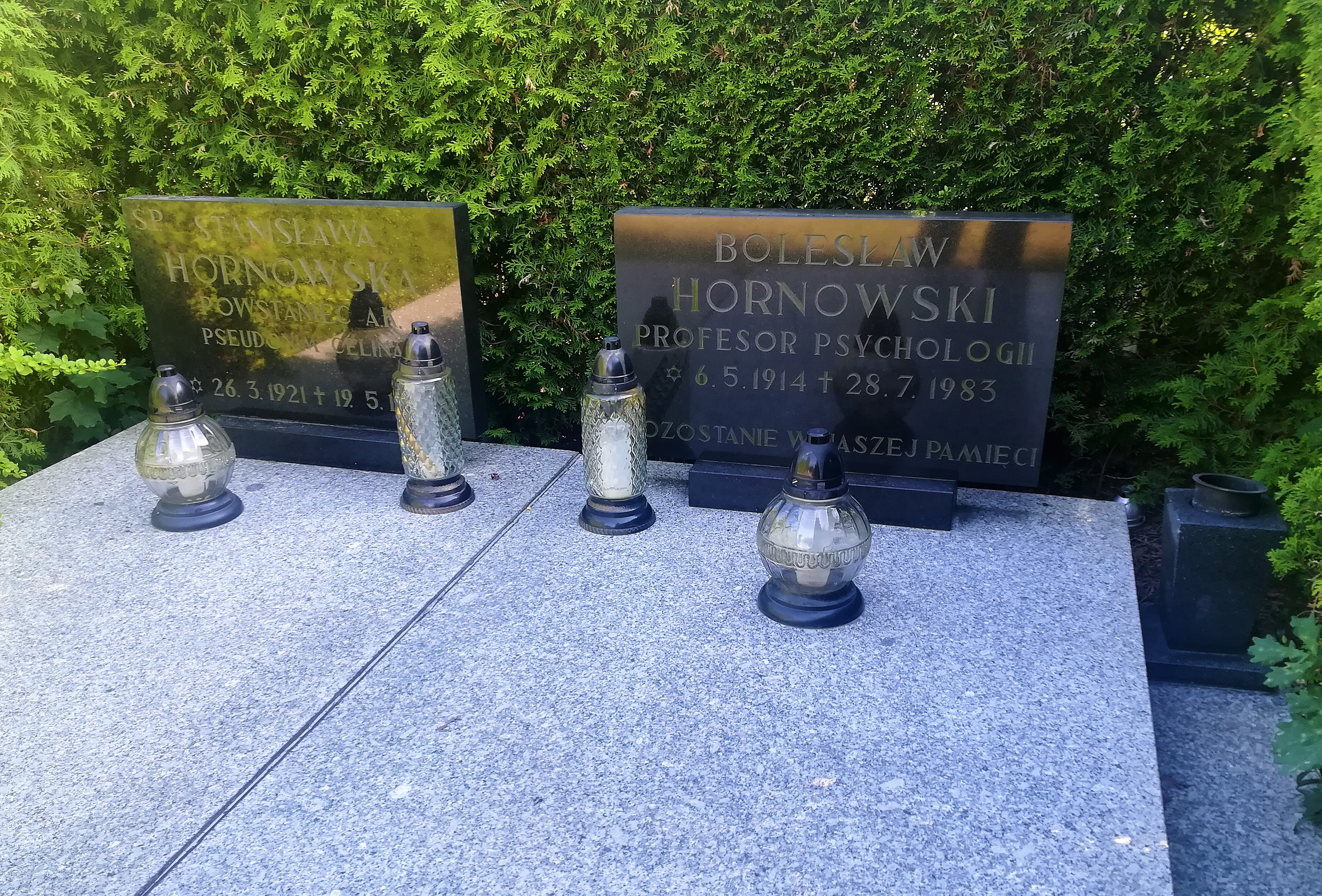
Grób na cmentarzu junikowskim

Bolesław Hornowski (ur. 6 maja 1914 w Studziance, zm. 28 lipca 1983 w Poznaniu) – psycholog, profesor nauk humanistycznych.

## Życiorys
Był najstarszym z czworga dzieci Władysława Hornowskiego i Józefy z Bobkiewiczów. W 1929 ukończył szkołę podstawową w Łomazach i rozpoczął naukę w Państwowym Seminarium Nauczycielskim Męskim w Leśnej Podlaskiej. Ukończył je w 1934 uzyskując dyplom nauczyciela. Przed II wojną światową uczył w szkołach w Piszczacu, Kaliłowie i Łomazach.
Podczas II wojny światowej walczył w 2 Pułku Strzelców Pieszych. Został internowany w twierdzy Komarom (Węgry). Przedostał się do Francji, a później do Wielkiej Brytanii. Tam, w Dundee, ukończył szkołę podchorążych i uzyskał stopień podporucznika.
Kształcił się w Edynburgu na kierunkach psychologii, pedagogiki i biologii. W maju 1947 zdawał egzamin z psychologii ogólnej, stosowanej i przemysłowej, historii psychologii, filozofii moralnej, a w czerwcu bronił pracy magisterskiej: Psychological interpretation of sex differences in drawing a „man” in early adolescence. Otrzymał stopień M.A. with honours in psychology. 
Powrócił do Studzianek w 1947, następnie w Poznaniu podjął pracę w Urzędzie Zatrudnienia (ul. Czarneckiego 9) jako psycholog. W 1948 wstąpił do PZPR. Jednocześnie przygotowywał na Uniwersytecie Poznańskim pracę doktorską: Z badań nad percepcją metodą Ravena. W 1949 ożenił się ze Stanisławą Cieślak, z którą miał troje dzieci: Elżbietę (ur. 1952), Annę (ur. 1956), Tomasza (ur. 1958). W 1950 otrzymał tytuł doktora filozofii, został adiunktem, a później zastępcą profesora (1956), kandydatem nauk psychologicznych (1957) i docentem etatowym (1959).
Od 1960 kierował Katedrą Psychologii UAM, od 1969 również Instytutem Psychologii. W latach 1960–1962 był prodziekanem Wydziału Filozoficzno-Historycznego UAM. Od 1962 przez 13 lat był naczelnym redaktorem „Przeglądu Psychologicznego”. Działał w Polskim Związku Psychologicznym jako sekretarz Zarządu Głównego (1954-1960) i wiceprzewodniczący (1962-1964). Współpracował także z kilkoma uczelniami i placówkami naukowymi w Polsce (m.in. Gdańsk, Bydgoszcz, Zielona Góra).
Rada Państwa nadała mu tytuł profesora nadzwyczajnego w 1970, a w 1975 tytuł profesora zwyczajnego nauk humanistycznych.
Prowadził badania nad:
- psychologią zdolności i psychometrią,
- rozwojem umysłowym i rozwojem osobowości,
- kształtowaniem się poglądów i światopoglądu,
- rolą czynników psychologicznych w działaniu i zachowaniu człowieka.

Zmarł nagle 28 lipca 1983, został pochowany w Alei Zasłużonych cmentarza junikowskiego.

## Odznaczenia
- Złoty Krzyż Zasługi
- 1973 - Krzyż Kawalerski Orderu Odrodzenia Polski
- Medal Komisji Edukacji Narodowej
- Złota Odznaka „Za zasługi dla Polskiego Towarzystwa Psychologicznego”
- 1981 - Zasłużony Nauczyciel PRL